# Yangqiao (köping i Kina, Sichuan)
Yangqiao (kinesiska: 杨桥镇, 杨桥) är en köping i Kina. Den ligger i provinsen Sichuan, i den sydvästra delen av landet, omkring 260 kilometer öster om provinshuvudstaden Chengdu. Antalet invånare är 13 374. Befolkningen består av 6 380 kvinnor och 6 994 män. Barn under 15 år utgör 20,0 %, vuxna 15-64 år 67 %, och äldre över 65 år 11,0 %.
Genomsnittlig årsnederbörd är 1 545 millimeter. Den regnigaste månaden är september, med i genomsnitt 280 mm nederbörd, och den torraste är december, med 8 mm nederbörd.